# 흥양목장 감목관 철비
흥양목장 감목관 철비(興陽牧場 監牧官 鐵碑)는 대한민국 전라남도 고흥군 도양읍 관리에 있는, 조선시대 당시 말 목장인 흥양목장을 감독했던 감목관의 선정을 기리는 철비이다. 2019년 7월 23일 고흥군의 향토문화재 제1호로 지정되었다.

## 개요
흥양목장은 1436년(세종 18)에 설치되어 성종 때에는 1천필이 넘는 말을 관리하던 곳으로 감목관 1명, 군관 6명, 목인 27명, 지인 6명, 사령 12명 목자 472명 등이 있었을 정도로 큰 목장이었다. 목장은 말을 키우는 것 이외에 전시가 되면 둔전이 설치되어 군량미를 생산 조달하던 곳으로 이순신의 『난중일기(亂中日記)』를 보면 체찰사 이원익이 도양둔전의 작황을 보고 감격하였다는 내용이 나온다. 
현재 흥양목장의 관아터는 찾아 볼 수 없고, 관중회관 앞 감목관 선정비․불망비 2기만 남아 전한다.

### 정청애민선정비
정청애민선정비「監牧官鄭公聽愛民善政碑」는 1702년에 세워진 철비다. 정청은 승정원일기등을 확인해 보면 1688년(숙종 14)에 관직이 시작된다. 1697년 (숙종 23)에는 강화감목관을 거쳐 1700년(숙종26) 흥양감목관을 제수 받아 고흥에 들어오는데, 1705년(숙종 31)에 기린도찰방을 제수받고 떠난다. 철비는 그가 흥양감목관으로 제직하던 시절인 1702년 세워진 것이다. 

### 조중대영세불망비
조중대영세불망비「監牧官趙公重垈永世不忘碑」는 1835년에 세워진 철비다. 조중대가 흥양감목관을 제수받아 재임을 시작한 것은 1776년(정조즉위년) 1월이다. 승정원일기에는 1779년(정조3) 3월 21일조 '監牧官之先公後私者未之多見惟興陽前監牧官趙重岱'를 보아 알 수 있듯이 업무에 대한 평가가 상당히 긍정적이다. 그런데 1779년 3월에 이미 전 감목관(前監牧官)인 것으로 보아 임기가 끝나 흥양을 떠난 것을 알 수 있다. 또 철비가 세워진 년도를 보아 조중대가 감목관으로 재임하던 시기가 아닌 약 60여 년이 흐른 1835년에 철비가 세워졌다는 것도 눈여겨 볼만하다.

## 지정 사유
도양읍 관리 관중마을 감목관 철비는 '監牧官鄭公聽愛民善政碑(1702)'와 '監牧官趙公重垈永世不忘碑(1835)' 2기로 흥양목장을 구체적으로 확인할 수 있는 귀중한 자료이다.